# ジョアン・モレイラ
ジョアン・モレイラ（João Moreira、香港表記：莫雷拉、1983年9月26日 - ）は、香港ジョッキークラブに所属している騎手。ブラジル出身。
その圧倒的な成績から、香港の競馬ファンや競馬メディアからは、「雷神」と呼ばれている。ほかにも「マジックマン」や「ゴースト」の異名を持つ。

## 来歴
生まれ育った家の近くで競馬を見てジョッキーを志す。馬に対する知識は全くないままであったが、当時のブラジルでは騎手になれる人数に制限があったため、最初は厩務員になる。1997年、新規の競馬学校騎手課程の募集がかかるとすぐに応募し、14歳で騎手学校に入校。2001年にブラジルで見習騎手としてデビューした。
2003年、正式に騎手となり、ブラジルや南アフリカで1,000勝以上を記録した。2006年には1日8勝を記録するほか、アルゼンチンダービーであるナシオナル大賞をブラジル調教馬エウタンベンで優勝し、G1初制覇。
2009年からは、拠点をシンガポールに移し、その年はリーディングジョッキー争いで第3位であったが、翌2010年から2013年までの4シーズンに渡り、リーディングジョッキーの座を守った。2012年は、勝利数206勝を挙げて、シンガポール競馬での1季あたりの勝利数記録を更新した。
2013年9月6日には、全9レース中、騎乗した8戦全勝を記録し、現地メディアからは「Magic Moreira」と称えられた。
2018年6月7日、2018年秋に行われるJRAの騎手試験を受験することを現地メディアが報じた。同年7月28日に札幌競馬場で会見を行い、JRAの通年免許を取得するため、騎手試験を受験することを表明、試験に臨んだが1次試験で不合格となった。
2022年11月23日、香港ジョッキークラブに2022-23年シーズンの免許を返納することを発表した。近年股関節の負傷に悩まされていたことに加え、新型コロナウイルスのパンデミックにより家族との十分なコミュニケーションが取れないことが精神的負担になっていたこと、またこれまで騎乗経験のある日本、ヨーロッパ、オーストラリアに感謝の気持ちを伝えるために約半年の期間に騎乗機会を求めて各国を回りたいが、香港ジョッキークラブ所属のままではその旅が厳しいことなどを理由として挙げている。

## 香港ジョッキークラブでの戦績
2012年12月に行われた国際騎手招待競走のインターナショナルジョッキーズチャンピオンシップで香港競馬に初登場し、優勝を飾った。
2013年10月より香港に拠点を移し、10月20日のハッピーバレー競馬場開催より、香港ジョッキークラブ所属騎手としての騎乗を開始する。この年は、シーズン途中からの騎乗にもかかわらず、97勝を挙げてリーディング第2位の座を獲得した。
2014年-2015年シーズンでフル参戦すると、5月16日に沙田競馬場の第2レースでペナンホールに騎乗し1着となり、シーズン115勝目を挙げ、ダグラス・ホワイト騎手が持っていた従来の年間勝利記録を更新。最終的には記録を大幅に更新する145勝をマークして、リーディングジョッキーの座にに輝くと、2015-2016年シーズンを168勝、2016‐2017年シーズンを171勝と最多勝記録を連続で更新して、3シーズン連続でリーディングジョッキーとなった。2015年3月1日には、1日の最多勝利となる6勝の記録を挙げている。2017年3月5日には、1日の最多勝利となる8勝の記録を更新する。
2016年5月1日、沙田競馬場で行われたチャンピオンズマイル競走にて、モーリスに騎乗して快勝すると、同年の香港ヴァーズをサトノクラウンで、2017年のクイーンエリザベスII世カップをネオリアリズムで制するなど日本馬を優勝に導いた。
2017年、ラッパードラゴンに騎乗して史上初の香港4歳三冠を達成した。
2017年-2018年シーズンは134勝の成績であったが、136勝のザカリー・パートンに次ぐ2位となり、4シーズン連続でのリーディングジョッキーを逃すことになった。

## 日本での騎乗

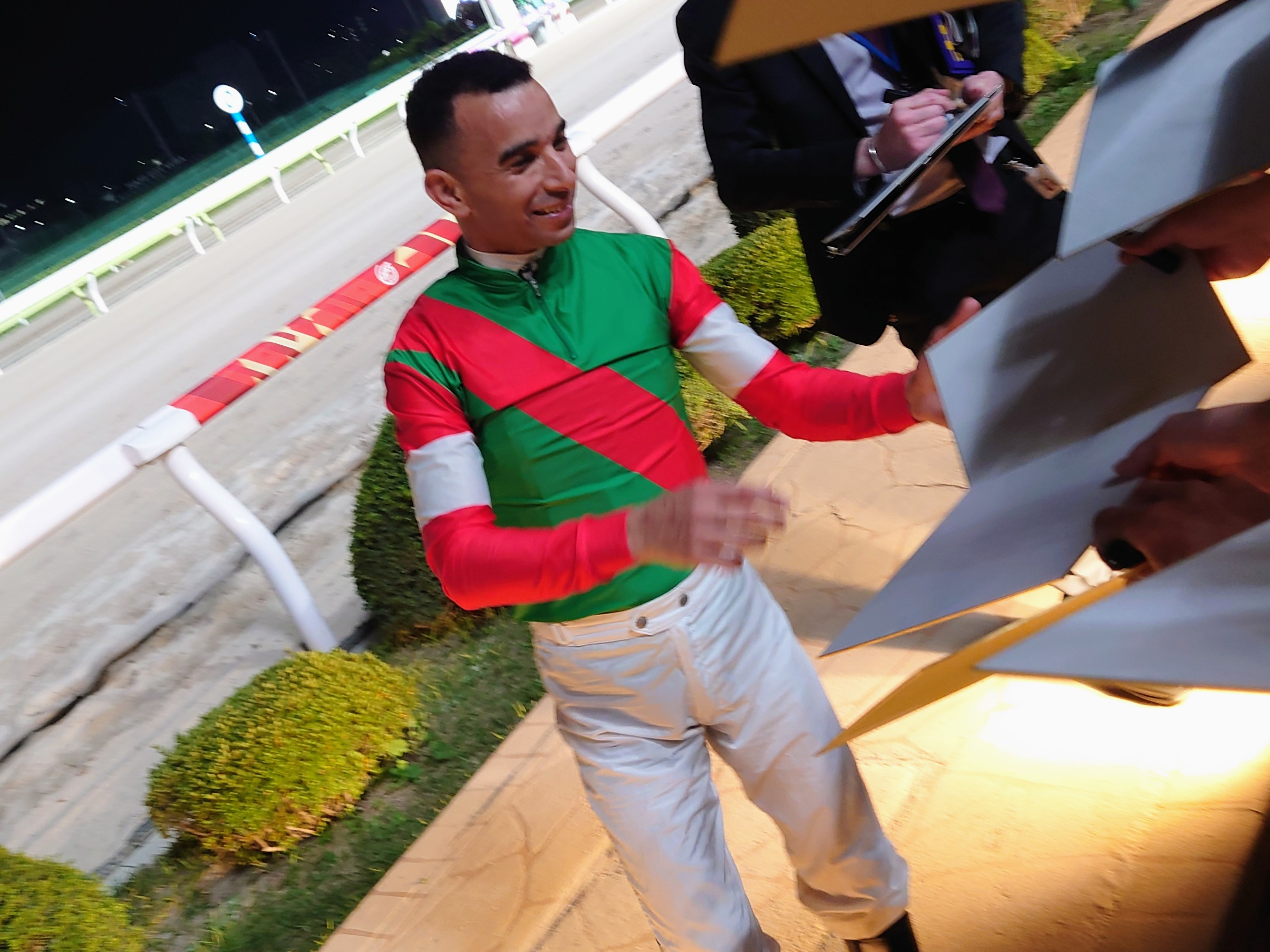
JBCクラシック勝利後、色紙サインに応じるモレイラ騎手(大井競馬場、2023年)

2014年のGIレース・安田記念でグロリアスデイズに騎乗するために初来日。この時は6鞍に騎乗するも2着が最高で勝つことはできなかった。
2015年、札幌競馬場で開催された第1回ワールドオールスタージョッキーズ（以下WASJ）に参加するために再来日。初日の第1競走と第4競走でいきなり騎乗機会2連勝を飾る。WASJ本戦では4レースで2勝・2着1回の好成績を挙げて優勝を飾った。8月29日・30日の開催2日間だけで20レースに騎乗して7勝・2着4回・3着1回と強いインパクトを与えた。
2016年8月13日から28日まで開催6日間の騎乗で初めてJRA短期騎乗免許を取得した。身元引受調教師は堀宣行、契約馬主は吉田和子。同年8月27日の札幌競馬第12競走から翌28日の札幌競馬第2・3・4・6・8・9競走にかけ騎乗機会7連勝を記録。2005年9月の武豊と並びJRA最多タイ記録をマークした。6日間で54レースに騎乗して17勝(勝率32.1％)・2着12回・3着7回と暴れたが、重賞レースでは札幌記念のモーリスを含め3鞍に騎乗したものの2着2回・4着1回に留まった。
2017年の安田記念でコンテントメントに騎乗するために再来日。10レース騎乗して2勝。8月17日から22日まで（開催2日間）は2度目のJRA短期騎乗免許を取得。身元引受調教師・契約馬主ともに前回と同様。20レースに騎乗して7勝・2着4回・3着1回の成績をマーク。翌週はWASJに参加するため継続騎乗。8月26日は9レースに騎乗して1勝に留まるも、翌27日は第1競走から最終第12競走まで全レースに騎乗して4勝をマークした。WASJ本戦では4レース騎乗して1勝をマークしたが全体では14人中第4位に留まった。
2018年は7月から12月までの長期に渡って、断続的に短期免許で来日した。7月28日から8月24日および9月29日から10月28日までは前々回、前回同様の身元引受調教師・契約馬主であったが、11月10日から12月9日については栗東を拠点とし、身元引受調教師は池江泰寿、契約馬主はサトミホースカンパニーとなっていた。8月26日、キーンランドカップをナックビーナスで制してJRA重賞初制覇。10月7日の毎日王冠では出走馬中唯一の牝馬・アエロリットに騎乗して優勝。11月11日、京都競馬場第9競走でJRA通算100勝を達成。2014年6月8日の初騎乗から294戦目の達成はJRA史上最速（294戦100勝・勝率.340、2着48回・連対率.503、3着31回、着外115回、従来の記録はケント・デザーモの460戦）。また同日のGI・エリザベス女王杯でリスグラシューに騎乗してJRA・GI競走を初制覇。この年は結局76勝を挙げ、短期免許騎手としては異例となる年間東西騎手リーディングで11位につけている。
2023年2月18・19日、フェブラリーステークスに出走するカナダ調教馬のシャールズスパイトに騎乗するため、当該週限定の免許を取得し4年2か月ぶりに来日。エキストラ騎乗として前日のダイヤモンドステークスでスタッドリーなどにも騎乗した。その後、同年8月26・27日に行われるWAJSの参加が決定し、さらに同月19日から9月18日までJRA短期騎手免許を5年ぶりに取得した。身元引受調教師は堀宣行、契約馬主は里見治。
2024年は4月6日から6月5日まで、2025年は3月29日より4月28日までの期間で、それぞれ2023年と同一体制で短期騎乗免許を取得。春のクラシックシーズンの短期免許取得は自身初めてとなった。2024年は桜花賞をステレンボッシュで制するなど重賞4勝を含む25勝を挙げた。2024年は短期免許とは別にWASJに参戦のため再び来日し、2015年以来2度目の個人戦総合優勝を果たした。さらにスプリンターズステークスに出走する香港調教馬のビクターザウィナーに騎乗するため三度来日し、当該週限定免許でのエクストラ騎乗では土曜の中山競馬で3勝を挙げて、最終的に2024年はJRAで32勝を挙げている。
2025年の来日2日目となる3月30日には、高松宮記念をサトノレーヴで制している。同年4月5日、中山9Rでピックデムッシュに騎乗し1着となり、現役58人目のJRA通算200勝を達成。668戦目での達成は、1147戦で達成したオリビエ・ペリエの記録を大幅に更新する史上最少騎乗数となった。
2025年4月20日には、第85回皐月賞をミュージアムマイルで制した。

## 主な勝ち鞍

### 香港
- 香港カップ（2014年Designs On Rome）
- 香港スチュワーズカップ（2014年Able Friend）
- 香港マイル（2014年Able Friend）
- 香港ゴールドカップ（2014年Military Attack、2015年Designs On Rome）
- クイーンズシルヴァージュビリーカップ（2014年Able Friend）
- 香港クラシックマイル（2014年Able Friend、2017年Rapper Dragon）
- チャンピオンズマイル（2015年Able Friend、2016年モーリス）
- 香港スプリント（2015年Peniaphobia、2019年Beat The Clock）
- 香港ヴァーズ（2016年サトノクラウン、2019年・2021年グローリーヴェイズ）
- 香港クラシックカップ（2017年Rapper Dragon）
- 香港ダービー（2017年Rapper Dragon）
- クイーンエリザベス2世カップ（2017年ネオリアリズム）
- チェアマンズスプリントプライズ (2019年Beat The Clock)
- センテナリースプリントカップ(2019年Beat The Clock)

### 日本
太字はGI・JpnI競走
- エリザベス女王杯（2018年リスグラシュー）
- JBCクラシック（2023年キングズソード）[28]
- 桜花賞（2024年ステレンボッシュ、2025年エンブロイダリー）
- 高松宮記念（2025年サトノレーヴ）
- 皐月賞（2025年ミュージアムマイル）
- キーンランドカップ（2018年ナックビーナス）
- レディスプレリュード（2018年プリンシアコメータ）[28]
- 毎日王冠（2018年アエロリット）
- 京都2歳ステークス（2018年クラージュゲリエ、2023年シンエンペラー）
- セントライト記念（2023年レーベンスティール）
- 富士ステークス（2023年ナミュール[29]）
- アルゼンチン共和国杯（2023年ゼッフィーロ[30]）
- 東京スポーツ杯2歳ステークス（2023年シュトラウス）
- 阪神牝馬ステークス（2024年マスクトディーヴァ）[31]
- アーリントンカップ（2024年ディスペランツァ）
- 兵庫チャンピオンシップ（2024年エートラックス）
- 目黒記念（2024年シュトルーヴェ）
- ダービー卿チャレンジトロフィー（2025年トロヴァトーレ）
- 東京スプリント（2025年エートラックス）

### その他
- ナシオナル大賞（2006年Eu Tambem）
- クールモアクラシック（2014年Brazen Beau）
- アルクォズスプリント（2014年Amber Sky）
- ドバイゴールデンシャヒーン（2014年 Sterling City）
- ニューマーケットハンデキャップ（2015年Brazen Beau）
- ドバイターフ（2017年 ヴィブロス）
- オークレイプレート（2017年Sheidel）
- クルセイ・ド・スル賞（2023年Raptor's）
- ブラジル大賞（2023年Raptor's、2024年Obataye）

## 騎乗成績

### 日本
|                     | 日付           | 競馬場、開催    | 競走名             | 馬名             | 頭数 | 人気 | 着順 |
| ------------------- | -------------- | --------------- | ------------------ | ---------------- | ---- | ---- | ---- |
| 初騎乗              | 2014年6月8日   | 3回東京2日目3R  | 3歳未勝利          | ハワイアンブロー | 15頭 | 7    | 6着  |
| 初勝利              | 2015年8月29日  | 2回札幌3日目1R  | 2歳未勝利          | スミレ           | 13頭 | 4    | 1着  |
| 重賞初騎乗 GI初騎乗 | 2014年6月8日   | 3回東京2日目11R | 安田記念           | グロリアスデイズ | 17頭 | 13   | 6着  |
| 重賞初勝利          | 2018年8月26日  | 2回札幌4日目11R | キーンランドカップ | ナックビーナス   | 16頭 | 1    | 1着  |
| GI初勝利            | 2018年11月11日 | 5回京都4日目11R | エリザベス女王杯   | リスグラシュー   | 17頭 | 3    | 1着  |